# Mariel Vázquez

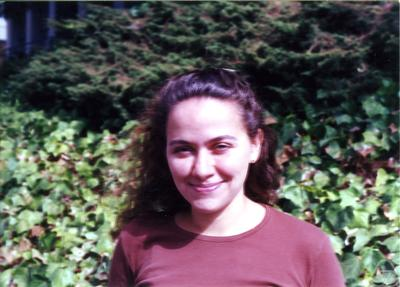
Mariel Vázquez (2000)

Mariel Vázquez ist eine mexikanische mathematische Biologin, die sich auf die Topologie der DNA spezialisiert hat. Sie ist Professorin in den Fachbereichen Mathematik sowie Mikrobiologie und Molekulargenetik an der University of California, Davis.

## Ausbildung
Vázquez erhielt 1994 ihren Bachelor of Science in Mathematik von der Nationalen Autonomen Universität von Mexiko. Im Jahr 2000 promovierte sie in Mathematik an der Florida State University. Ihre Dissertation trug den Titel Tangle Analysis of Site-specific Recombination: Gin and Xer Systems; der Betreuer war De Witt Sumners.

## Werdegang
Vázquez war von 2000 bis 2005 Postdoc-Stipendiatin an der University of California, Berkeley, wo sie mit Rainer Sachs in der Gruppe für mathematische Radiobiologie über mathematische und biophysikalische Modelle der DNA-Reparatur in menschlichen Zellen forschte. Von 2005 bis 2014 war sie Fakultätsmitglied im Fachbereich Mathematik an der San Francisco State University. Im Jahr 2014 wurde sie als CAMPOS-Stipendiatin an der Fakultät der University of California, Davis, aufgenommen.

## Auszeichnungen
2011 erhielt Vázquez einen CAREER-Preis der National Science Foundation zur Erforschung topologischer Mechanismen der DNA-Entknotung. 2012 erhielt sie als erstes Fakultätsmitglied der San Francisco State University den Presidential Early Career Award for Scientists and Engineers. Im Jahr 2013 erhielt sie von den National Institutes of Health eine Finanzierung für eine Computeranalyse der DNA-Entknotung. 2016 wurde sie für den Blackwell-Tapia-Preis ausgewählt, der alle zwei Jahre an einen Mathematiker oder eine Mathematikerin verliehen wird, der oder die bedeutende Forschungsbeiträge in einem Gebiet geleistet und sich mit dem Problem der Unterrepräsentation von Minderheitengruppen in der Mathematik befasst hat. 2017 wurde sie in die erste Klasse der Fellows in der Association for Women in Mathematics gewählt. "Für Beiträge in der Forschung und Öffentlichkeitsarbeit an der Schnittstelle von Topologie und Molekularbiologie und für den Dienst an der mathematischen Gemeinschaft, insbesondere an unterrepräsentierten Gruppen" wurde sie 2020 zum Fellow der American Mathematical Society ernannt.